# Huawei Nova Y70
Huawei Nova Y70 (Huawei Nova Y70 Plus в країнах Африки) — смартфон початкового рівня, розроблений компанією Huawei, який є наступником Huawei Y7a. 9 травня 2023 року був представлений Huawei Nova Y71, що відрізняється від Huawei Nova Y70 тільки більшою кількістю пам'яті та кольорами.
7 червня 2022 року в Китаї був представлений Huawei Enjoy 50, що відрізняється від Nova Y70 простішим набором тилової камери. Також 23 березня 2023 року був представлений Huawei Enjoy 60, що відрізняється від Huawei Enjoy 50 ширококутнис модулем камери та оформленням задньої панелі, а 22 лютого 2024 року був представлений Huawei Enjoy 70z, що має дизайн як в Enjoy 60, але інші технічні характеристики як в Enjoy 50 та інші кольори.
24 квітня та 26 жовтня 2023 року Wiko представила відповідно Wiko Hi Enjoy 60 5G та Wiko Hi Enjoy 60s 5G, що фактично є 5G-варіантами Huawei Enjoy 60 та Enjoy 70z відповідно.

## Дизайн

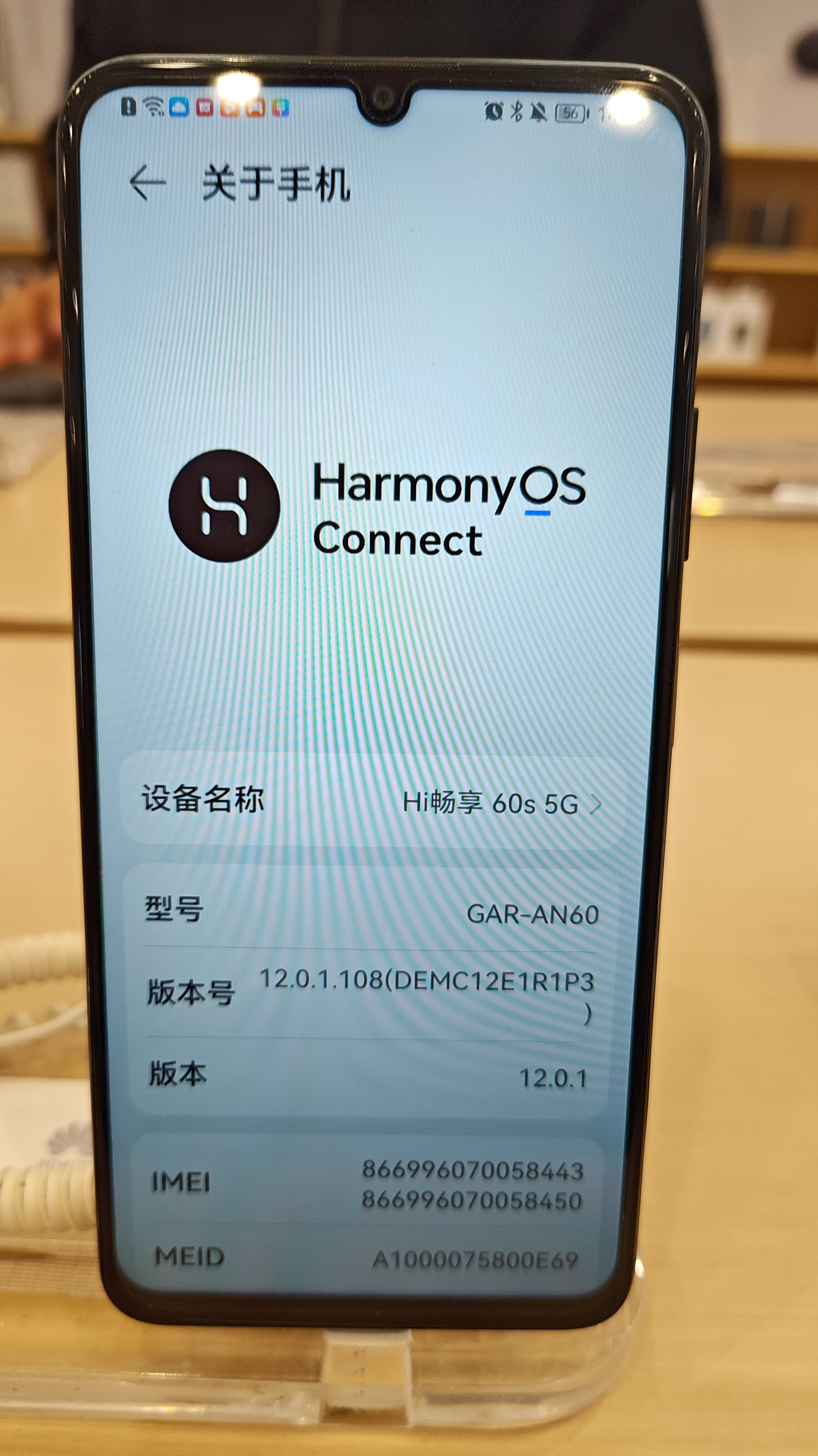
Передня частина Wiko Hi Enjoy 60s 5G

Передня панель виконана зі скла, а задня панель та рамка — з пластику.
Знизу розміщені роз'єм USB-C, динамік, мікрофон та 3,5 мм аудіороз'єм, а зверху — другий мікрофон. Зліва розташований залежно від ринку у Nova Y70 слот під 1 SIM-картку і карту пам'яті або під 2 SIM-картки і карту пам'яті, тільки перший варіант в Nova Y70 Plus та тільки другий варіант в інших моделей, а справа — гойдалка регулювання гучності та кнопка блокування, в яку вбудовано сканер відбитків пальців.
Huawei Nova Y70 та Enjoy 50 продавалися в 3 кольорах: Кристальний синій, Перлинний білий та Нічний чорний.
Huawei Nova Y70 Plus продавався в кольорах Кристальний синій та Нічний чорний.
Huawei Nova Y71 продавався в матовому чорному та глянцевому золотому кольорах.
Huawei Enjoy 60 продавався в 3 кольорах: Magic Night Black (чорний), Morning Sun Gold (золотий) та Ice Crystal Blue (блакитний).
Huawei Enjoy 70z продається в 3 кольорах: Magic Night Black (чорний), Snow White (білий) та Galaxy Blue (синій).
Wiko Hi Enjoy 60 5G має чорний, блакитний та золотий варіант кольору, а Hi Enjoy 60s 5G — чорний, білий та синій.

## Технічні характеристики

### Платформа
Смартфони Huawei отримали розігнаний HiSilicon Kirin 710A з графічним процесором Mali-G51 MP4. Натомість Wiko Hi Enjoy 60 5G та Hi Enjoy 60s 5G отримали процесор MediaTek Dimensity 700 з підтримкою 5G та графічним процесором Mali-G52 MC2.

### Батарея
Батарея отримала доволі великий об'єм, а саме 6000 мА·год. Також присутня підтримка швидкої зарядки на 22,5 Вт Huawei SuperCharge.

### Камери
Huawei Nova Y70/Plus/Y71 отримав основну потрійну камеру 48 Мп, f/1.8 (ширококутний) з фазовим автофокусом + 5 Мп, f/2.2 (надширококутний) з кутом огляду 120° + 2 Мп, f/2.4 (сенсор глибини). В Huawei Enjoy 60 та Wiko Hi Enjoy 60 5G відсутній надширококутний об'єктив. Huawei Enjoy 50, Enjoy 70z та Wiko Hi Enjoy 60s 5G отримали основну подвійну камеру 13 Мп, f/1.8 (ширококутний) з фазовим автофокусом + 2 Мп, f/2.4 (сенсор глибини).
Фронтальна камера всіх моделей отримала роздільність 8 Мп, діафрагму f/2.0. Основна та фронтальна камера смартфонів вміє записувати відео у роздільній здатності 1080p@30fps.

### Екран
Екран IPS LCD, 6,75", HD+ (1600 × 720) зі щільністю пікселів 260 ppi, співвідношенням сторін 20:9 та краплеподібним вирізом під фронтальну камеру.

### Пам'ять
Huawei Nova Y70/Plus продавався в комплектаціях 4/64 та 4/128 ГБ, Nova Y71 — 8/128 ГБ, Enjoy 50 — 6/128, 8/128 та 8/256 ГБ, а Enjoy 60, Enjoy 70z, Wiko Hi Enjoy 60 5G та Hi Enjoy 60s 5G — 8/128 та 8/256 ГБ. Об'єм сховища можна розширити картою пам'яті формату microSD до 512 ГБ.

### Програмне забезпечення
Huawei Nova Y70/Plus/Y71 були випущені на EMUI 12 на базі Android 10 і пізніше були оновлені до EMUI 14, Enjoy 50 — на HarmonyOS 2.0 і пізніше був оновлений до HarmonyOS 3.0, Enjoy 60, Wiko Hi Enjoy 60 5G та Hi Enjoy 60s 5G — на HarmonyOS 3.0, а Enjoy 70z — на HarmonyOS 4.